# 沙利區

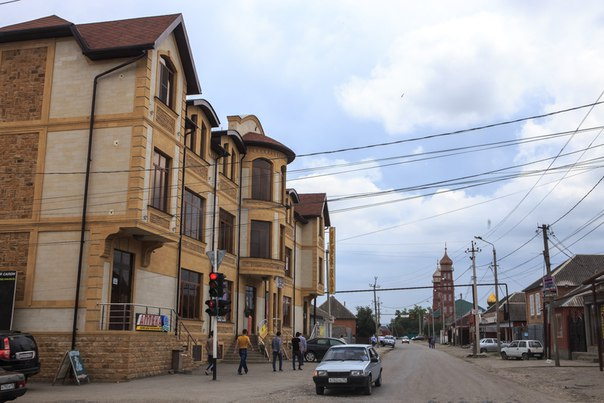

沙利區（俄语：Шалинский район），是俄羅斯的一個區，位於該國西南部，由車臣共和國負責管轄，面積700平方公里，2010年該區人口115,970，人口密度每平方公里165.67人。
43°09′00″N 45°54′00″E / 43.1500°N 45.9000°E